# 伯林島
伯林島（英語：Bearing Island），是南極洲的島嶼，位於葛拉漢地西岸的丹科海岸，處於南森島和企業島之間的威爾米納灣，現時由南極條約體系管理。